# فایس، میکرونزی
آبخوست فایس یک آب‌سنگ حلقوی مرجانی بیرون‌زده در جزایر کارولین خاوری در اقیانوس آرام است. آبخوست فایس یک منطقه شهرداری در ایالت یاپ، ایالات فدرال میکرونزی نیز هست. آبخوست فایس در ۸۷ کیلومتر (۵۴ مایل) خاور یولیتی و ۲۵۱ کیلومتر (۱۵۶ مایل) شمال خاوری یاپ و نزدیک‌ترین خشکی به گودال چلنجر با ۲۹۰ کیلومتر (۱۸۰ مایل) فاصله است.
جمعیت فایس در سال ۲۰۰۰، ۲۱۵ نفر بود.

## جغرافیا
آبخوست فایس یک آب‌سنگ حلقوی مرجانی بیرون‌زده مستطیل شکل با بیشترین بلندای ۵۹ فوت (۱۸ متر) است که یک تالاب داخلی باریک و آبسنگ حاشیه‌ای به غیر از انتهای شمال خاور و جنوب باختر، آنرا در بر می‌گیرند. مساحت کلی آبخوست فایس ۲٫۶ کیلومتر مربع (۱٫۰ مایل مربع) است.

## افسانه
فریدریش راتسلر در کتاب تاریخ بشر در ۱۸۹۶ به افسانه پلینزیایی اشاره کرده بود که گیر کردن قلاب ماهی‌گیری به کف دریا و بیرون کشیدن آن، به پیدایش یاپ انجامید: «موتیگتیگ» با دو برادر بزرگتر خود «مورانگرانگ» و «موتال» به ماهی‌گیری رفتند. نخست موتیگتیگ همه گیاهان، و تارو و سپس آبخوست فایس را بیرون کشید. اما فرمانروای گاچپار برای کنترل مردم، قلاب او را دزدید و پیش خود نگه داشت. از آن هنگام اگر این قلاب، نابود می‌شد فایس ناپدید شده و مردم آن در برابر تهدید همیشگی فرمانروای یاپ در گاگیل قرار می‌گرفتند.

## تاریخ
نخستین اروپایی وارد شده به فایس، یک جهانگرد اسپانیایی به نام «روئی لوپز د ویلالوبوس» در ۲۳ ژانویه ۱۵۴۳ بود. در کمال تعجب اسپانیایی‌ها، مردم بومی با کانو به پیشواز آنها رفته و با ساخت نشان صلیب با دستهایشان به زبان اسپانیایی گفتند: Buenos días, matelotes! (روز به خیر ملوانان). این نشان می‌دهد که پیش از آن نیز یک جهانگرد اسپانیایی در این منطقه بوده است. بنابراین فایس «Matelote» نامیده شد. با آگاهی از این داستان، آنتونیو گالوو، فرمانده ترنیت در آن هنگام در کتاب پیمان دو کشف چاپ سال ۱۵۶۳ علت اسپانیایی صحبت کردن مردم بومی را این عنوان کرد که او فرانسیسکو د کاسترو را به عنوان فرمانده کشتی برای تغییر دین مردمی در منطقه فایس فرستاد که توسط کاشف پرتغالی دیگو دا روچا (یولیتی در ۱۵۲۶) کشف شده بود. اگرچه این می‌تواند یک توضیح عادی برای یک اتفاق باشد اما شرح نمی‌دهد که چرا بر باپه نوشته‌های ویلالوبوس، مردم بومی به زبان اسپانیایی "بسیار عالی" و نه زبان پرتغالی صحبت می‌کردند. اصل این داستان در گزارش فرای جرونیمو د سانتیستبان آگوستینی گفته شده است. او این داستان را در هنگام سفر به کشور خود با هیئت اعزامی ویلالوبوس در کوچی برای نایب‌السلطنه اسپانیای نو نوشت.
ناخدای نیروی دریایی فرانسه لوئیس ترولین در هنگام سفر خود در اقیانوس آرام بین سال‌های ۱۸۲۸ و ۱۸۲۹ به این آبخوست وارد شد.
در ۱۸۹۹ امپراتوری استعماری آلمان، بر همه آبخوست‌های جزایر کارولین ادعای مالکیت کرد. پس از جنگ جهانی اول، این آبخوست‌ها به کنترل امپراتوری استعماری ژاپن در آمدند. پس از جنگ جهانی دوم، ایالات متحده آمریکا کنترل این آبخوست‌ها را به عهده گرفت. از ۱۹۴۷ آب‌سنگ حلقوی فایس به عنوان بخشی از قلمرو تراست جزایر اقیانوس آرام مدیریت شد و در ۱۹۷۹ بخشی از ایالات فدرال میکرونزی شد.